# De Wolden
De Wolden est une commune néerlandaise située dans la province de Drenthe. Sa localité la plus peuplée est Zuidwolde, où se trouve l'hôtel de ville. De Wolden compte 24 357 habitants en 2020.

## Géographie
La commune s'étend sur 226,35 km2 dans le sud-ouest de la province.

## Histoire
La commune a été créée le 1er janvier 1998 par la fusion des communes de Ruinen, Ruinerwold, De Wijk et Zuidwolde.